# Радио 54
«Радио 54» — одна из крупнейших государственных новосибирских информационно-публицистических и общественно-политических радиостанций.

## О радиостанции
«Радио 54“ — „Областной депутатский канал“» — одна из крупнейших публицистических радиостанций в Сибири. В эфире с 1993 года. За эти годы она стала родной и близкой для огромной аудитории радиослушателей. Её передачи с нетерпением ждут школьники и ветераны, руководители и студенты, селяне и горожане, ученые и политики».
Современная радиостанция общего (универсального) формата с круглосуточным вещанием, охватывающим всю Новосибирскую область, с радиопрограммами исключительно собственного производства — информационными, информационно-аналитическими, общественно-публицистическими, научно-познавательными, культурно-просветительскими, литературно-драматическими, музыкальными. Есть(имеется…) Гимн Радио Слово,-в исполнении Николая Сахарова…
В 2013 году в редакции произошло массовое сокращение сотрудников в связи с реорганизацией по инициативе Правительства Новосибирской области: из 44 штатных сотрудников (начало 2013 г.) осталось 15. 25 февраля 2014 года юридически Казённое предприятие Новосибирской области «Редакция радиоканала Законодательного собрания Новосибирской области „Областной депутатский канал“» прекратило своё существование, присоединившись к Государственному унитарному предприятию Новосибирской области «Дирекция Новосибирской областной телерадиовещательной сети».
В конце 2016 года переименована из Радио Слово в Радио 54.
Целевая аудитория:
— жители районов и городов Новосибирской области, радиослушатели  25 лет и старше, ориентированные на прослушивании музыки,
— избиратели, претендующие на получение информации о деятельности избираемых ими органов представительной, законодательной и исполнительной власти, местного самоуправления, в том числе — глав администраций различного уровня, депутатов местных советов, Законодательного собрания НСО, Государственной думы РФ;
— депутаты различного уровня, государственные, муниципальные служащие, активисты местного самоуправления, деятели политических и общественных организаций;
— социально активная молодежь.

## Распространение
«Областной депутатский канал» — радио 54 вещает на всей территории Новосибирской области и частично во всех прилегающих регионах. Вещание велось в диапазонах ДВ(1111 метров…), УКВ, FM и по III программе городской радиотрансляционной сети.

### Сетка вещания «Областного депутатского канала»
Ежедневно и круглосуточно:
| Новосибирск | 106,2 FM |

Ежедневно с 06:00 до 10:00 и с 19:00 до 23:00:
| Новосибирск и Новосибирская область | ДВ 270 кГц (1111 м) |

Ежедневно с 06:00 до 00:00:
| Населенный пункт                                  | Частота       |
| ------------------------------------------------- | ------------- |
| Баган                                             | УКВ 67,52 МГц |
| Карасук                                           | FM 104,5 МГц  |
| Краснозёрское                                     | FM 101,8 МГц  |
| Куйбышев                                          | FM 101,1 МГц  |
| Маслянино                                         | FM 104,1 МГц  |
| Татарск                                           | УКВ 72,38 МГц |
| Венгерово                                         | УКВ 72,83 МГц |
| Довольное                                         | УКВ 68,06 МГц |
| Здвинск                                           | УКВ 73,16 МГц |
| Кыштовка                                          | УКВ 72,74 МГц |
| Северное                                          | УКВ 69,92 МГц |
| Черепаново                                        | УКВ 71,78 МГц |
| Мошково (пункт установки передатчика - п. Радуга) | FM 105,9 МГц  |

С переименованием Радио Слово в Радио-54 вещание в УКВ диапазоне 66-74 МГц было постепенно прекращено и организовано в Новосибирской области в диапазоне 87-108 МГц (FM):
- Баган – 103,1
- Довольное - 107,6
- Здвинск – 103,0
- Карасук – 104,5
- Краснозерское – 101,8
- Куйбышев (и Барабинск) – 101,1
- Купино – 107,5
- Линёво – 88,2
- Маслянино – 104,1
- Ордынское – 104.9
- Радуга (Болотное и Мошково) – 105,9
- Сузун - 102,7
- Татарск – 104,5
- Тогучин – 101,2
- Убинское – 100,2
- Черепаново – 104,8
- Чистоозёрное – 91,3
- Новосибирск – 106,2 и 3-я программа проводного радио (120 кГц)